# Walter Schulz (Theologe, 1925)
Walter Karl Hans Schulz (* 14. Februar 1925 in Stargard (Mecklenburg); † 12. Juni 2009 in Schwerin) war ein deutscher lutherischer Theologe und Kirchenlieddichter.

## Leben
Walter Schulz, Sohn des Postsekretärs Karl Schulz, verbrachte seine Kindheit und Jugend in Stargard [ab 1929: Burg Stargard] und ab 1937 in Rostock, wo er 1941 konfirmiert wurde. Mit 17 Jahren meldete er sich freiwillig zur Kriegsmarine. Nach dem Not-Abitur wurde er am 1. Juni 1942 einberufen. Er wurde im Verlaufe des Zweiten Weltkriegs Offiziersanwärter der Kriegsmarine und geriet als Oberfähnrich zur See in amerikanische Kriegsgefangenschaft, als der von ihm geführte bemannte Torpedo Neger 1944 beim Seekampfeinsatz vor Anzio nördlich von Palermo durch USS PC-558 versenkt wurde. Nach zwei Jahren kam er in britische Gefangenschaft, aus der er 1947 entlassen wurde.
Ab 1948 studierte Schulz Philologie und Anglistik an der Universität Hamburg, brach das Studium aber nach dem ersten Semester aus finanzieller Not ab. Er wurde Jugendsekretär im Haus St. Michael in Hamburg-Blankenese, das von der britischen Armee als Tagungsstätte für deutsche Jugendliche unterhalten wurde. 1949 begann er ein Studium der Evangelischen Theologie an der neugegründete Kirchlichen Hochschule Hamburg. Gleichzeitig arbeitete er in den Alsterdorfer Anstalten und war Mitglied der Altonaer Singakademie. Nach weiteren Semestern (ab 1951) in Erlangen und Zürich sowie an der Universität Kiel legte er 1953 die Erste Theologische Prüfung in Kiel ab.
Nach einem Vikariat in Lübeck erhielt er 1954 seine erste Pfarrstelle als Pastor in Neddemin bei Neubrandenburg. 1956 wurde er als Nachfolger von Friedrich-Franz Wellingerhof Landesjugendpastor der Evangelisch-Lutherischen Landeskirche Mecklenburgs und übte dieses Amt für neun Jahre aus. In dieser Zeit trat er auch als Dichter von geistlichen Liedern hervor. Von seinen über 30 Liedern und Nachdichtungen ist das bekannteste Gott liebt diese Welt, das u. a. auch in das Evangelische Gesangbuch aufgenommen wurde. Ebenfalls dort zu finden ist das 1963 entstandene Friedens- und Hoffnungslied Es wird sein in den letzten Tagen.
Ab 1965 wirkte er als Pastor in Rerik, und ab 1970 als Rektor des kirchlichen Oberseminars in Potsdam-Hermannswerder (heute: Evangelisches Gymnasium Hermannswerder). 1975 wurde er zum Oberkirchenrat der Mecklenburgischen Landeskirche in Schwerin berufen, wo er für die Aufgabenbereiche Gottesdienst, Kirchenmusik und Bildung verantwortlich war. Er gehörte zur gemeinsamen Gesangbuchkommission der deutschen evangelischen Landeskirchen, die in den Jahren vor 1994 die Herausgabe des Evangelischen Gesangbuches 1994 vorbereitete. Auch wenn er als derjenige Oberkirchenrat angesehen wurde, der politisch „am wenigsten in Erscheinung trat“, so galt er für die Stasi doch als „politisch-negatives“ Mitglied der Kirchenleitung, das es zu „bearbeiten“ gelte.
Nach seiner Pensionierung 1990 lebte er mit seiner Frau, der Katechetin Gisela, geborene Beyersdorf, mit der er seit 1953 verheiratet war und vier Kinder hatte, in Schwerin.
Walter Schulz wurde auf dem Alten Friedhof in Schwerin begraben.

## Kirchenlieder
- Gott liebt diese Welt (EG 409, GL 464), Text und Melodie.
- Es wird sein in den letzten Tagen (EG 426, GL 549), Liedtext.
- Christus ist König, jubelt laut (EG 269), Übersetzung aus dem Englischen.
- Gott, unser Ursprung, Herr des Raums (EG 431), gemeinsame Übersetzung mit Jürgen Henkys aus dem Englischen.
- Am Abend steigt unser Gebet (EG 544), Text.